# Délivre-nous du mal (film, 2014)
Pour les articles homonymes, voir Délivre-nous du mal.
Pour plus de détails, voir Fiche technique et Distribution.
Délivre-nous du mal ou Délivrez-nous du mal au Québec (Deliver Us from Evil, anciennement Beware the Night) est un film d'horreur américain écrit et réalisé par Scott Derrickson sorti en 2014. Il est officiellement basé sur un livre non-fictionnel, Beware the Night, se voulant être un témoignage « inspiré de faits réels », paru en 2001 et écrit par Ralph Sarchie et Lisa Collier Cool.
Dans ce livre, Ralph Sarchie, vétéran de seize années dans la police judiciaire de New York (46e Precinct, Sud du Bronx), raconte son histoire personnelle durant laquelle il sera mis en présence de quelques cas de possession démoniaque (prêtre du Palo Mayombe, petite fille possédée par un incube, etc.). Ces affaires vont finir par requérir la présence d'un exorciste et changer sa vision du monde qui, auparavant athée et pragmatique, raconte sa conversion à la foi catholique. Néanmoins, le film ne relate aucune des affaires racontées par le livre et crée un scénario complètement imaginé par Derrickson et son co-écrivain Paul Harris Boardman, raison pour laquelle le titre original du film a été modifié.

## Synopsis
À New York, un policier est poursuivi par un démon qui a pris possession d'un marine durant une intervention en Irak.

## Fiche technique
- Titre original : Deliver Us from Evil
- Titre français : Délivre-nous du mal
- Titre québécois : Délivrez-nous du mal
- Réalisation : Scott Derrickson
- Scénario : Paul Harris Boardman et Scott Derrickson
- Direction artistique : Bob Shaw
- Décors : Laura Ballinger et Martin Sullivan
- Costumes : Christopher Peterson
- Photographie : Scott Kevan
- Montage : Jason Hellmann
- Musique : Christopher Young
- Production : Jerry Bruckheimer
- Sociétés de production : Jerry Bruckheimer Films ; Screen Gems (coproduction)
- Sociétés de distribution :  Screen Gems ;  Sony Pictures Releasing France
- Pays d’origine :  États-Unis
- Langue originale : anglais
- Format : couleur - 35 mm - son SDDS ; Datasat ; Dolby Digital
- Genres : Horreur, policier, thriller
- Durée : 118 minutes
- Dates de sortie :
  - États-Unis : 2 juillet 2014
  - France : 3 septembre 2014
- Interdit aux moins de 12 ans lors de sa sortie en salles

## Distribution

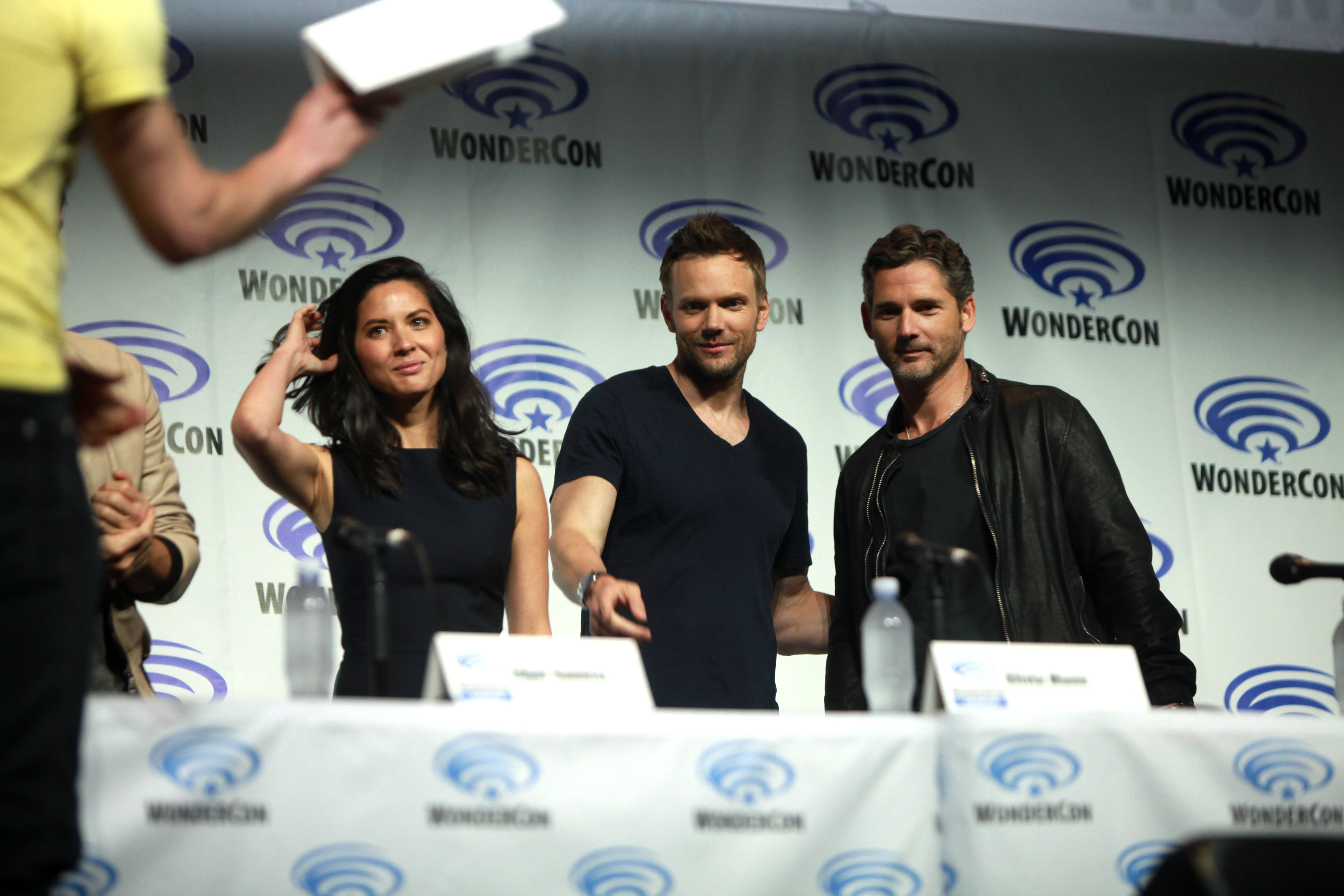
Les acteurs Olivia Munn, Joel McHale et Eric Bana au WonderCon 2014, pour la promotion du film.

- Eric Bana (VF : Jérémie Covillault ; VQ : Jean-François Beaupré) : Ralph Sarchie
- Édgar Ramírez (VF : Mathieu Moreau ; VQ : Patrice Dubois) : Mendoza, le prêtre
- Olivia Munn (VF : Olivia Nicosia ; VQ : Mélanie Laberge) : Jen Sarchie
- Chris Coy (VF : Stéphane Pouplard ; VQ : Patrick Chouinard) : Jimmy Tratner
- Dorian Missick (en) (VF : Daniel Lobé ; VQ : Kevin Houle) : Goron
- Sean Harris (VF : Fabrice Josso ; VQ : François Sasseville) : Mick Santino
- Joel McHale (VF : Franck Lorrain ; VQ : Alexis Lefebvre) : Butler
- Mike Houston (VF : Jerome Wiggins) : Nadler
- Scott Johnsen (VF : Jean-Alain Velardo) : le lieutenant Griggs
- Daniel Dauli (VF : Mathieu Buscatto) : Salvatore
- Antoinette La Vecchia (VF : Gabriella Bonavera) : Serafina
- Ben Livingston (VF : Stéphane Roux) : le physicien

Sources et légende : Version française (VF) sur RS Doublage et le carton du doublage français du film ; Version québécoise (VQ) sur Doublage.qc.ca.

## Accueil

### Box-office
| Pays ou région    | Box-office      | Date d'arrêt du box-office | Nombre de semaines |
| ----------------- | --------------- | -------------------------- | ------------------ |
| États-Unis Canada | 30 577 122 $    | 10 août 2014               | 6                  |
| France            | 352 592 entrées | 12 octobre 2014            | 6                  |
| Monde             | 87 937 815 $    | 9 novembre 2014            | -                  |